# Hugh Carey

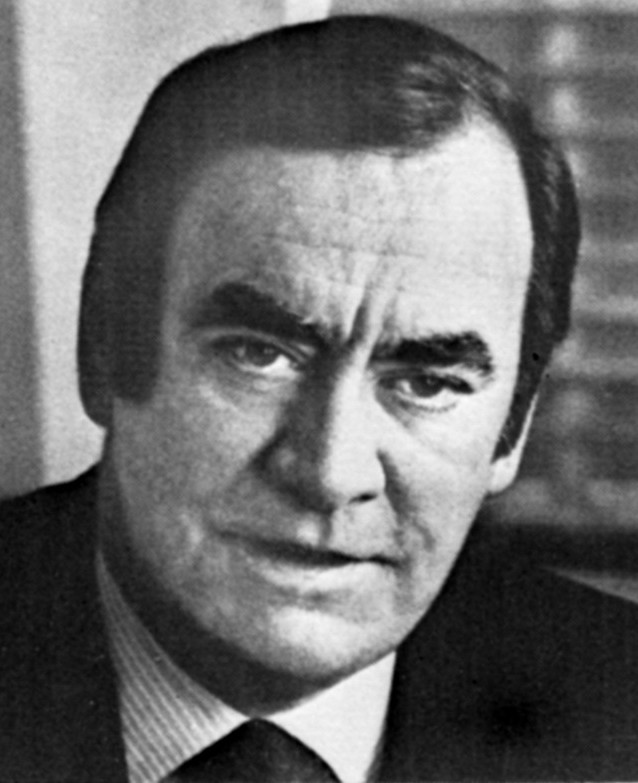
Hugh Carey (1977)

Hugh Carey (11 de abril de 1919 - 7 de agosto de 2011) foi um advogado e político norte-americano, que foi o 51º  governador de Nova Iorque entre 1975 e 1982 era membro do Partido Democrata.